# Хемуньйо
Хемуньйо (ісп. Gemuño) — муніципалітет в Іспанії, у складі автономної спільноти Кастилія-і-Леон, у провінції Авіла. Населення — 166 осіб (2010).
Муніципалітет розташований на відстані близько 90 км на захід від Мадрида, 8 км на південний захід від Авіли.

## Демографія
Динаміка населення (INE ):